# Le Feu follet
Le feu follet (Brasil: Trinta Anos Esta Noite / Portugal: Fogo Fátuo) é um filme ítalo-francês de 1963, do gênero drama, dirigido e roteirizado por Louis Malle.
A obra é uma adaptação do livro Fogo Fátuo (em português) do escritor e ensaísta francês Pierre Drieu La Rochelle, que por sua vez se inspirou na vida do poeta surrealista francês Jacques Rigaut.

## Sinopse
O filme narra as últimas 48 horas de Alain Leroy, um homem angustiado e perdido, que deixava um hospital, onde fazia um tratamento contra o alcoolismo. Sua amante Lydia tenta ajudá-lo quando ele volta a Paris. Alain percorre bares e procura velhos amigos, em uma busca de si mesmo na reconstituição do passado. Mas o que Alain encontra em suas andanças é um vazio existencial, que o fará tomar uma decisão definitiva.

## Elenco
- Maurice Ronet .... Alain Leroy
- Léna Skerla .... Lydia
- Yvonne Clech .... Mademoiselle Farnoux
- Hubert Deschamps .... D'Averseau
- Jean-Paul Moulinot .... Dr. La Barbinais
- Mona Dol .... Madame La Barbinais
- Pierre Moncorbier .... Moraine
- René Dupuy .... Charlie
- Jeanne Moreau .... Eva

## Principais prêmios e indicações
Festival de Veneza 1963 (Itália)
- Recebeu o prêmio especial do júri e o prêmio dos críticos de cinema italianos.
- Indicado ao Leão de Ouro.

Academia Japonesa de Cinema (Japão)
- Indicado na categoria de melhor filme estrangeiro.